# Guaraciaba do Norte
Guaraciaba do Norte là một đô thị thuộc bang Ceará, Brasil. Đô thị này có diện tích 611,463 km², dân số năm 2007 là 35906 người, mật độ 58,72 người/km².